# Civran

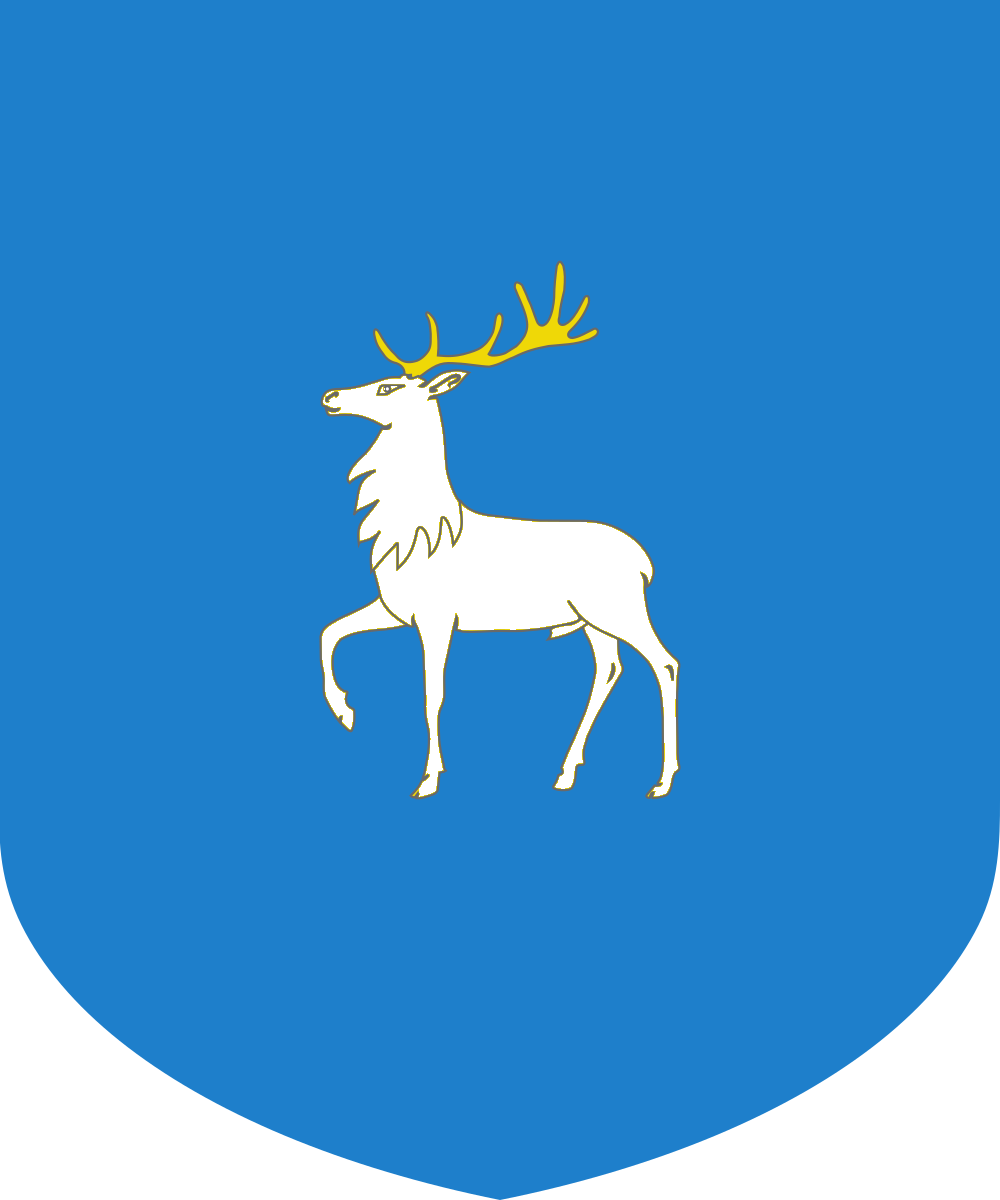
Stemma Civran

I Civran furono una famiglia patrizia veneziana, annoverata fra le cosiddette Case Nuove.

## Storia
Secondo la tradizione, i Civran si trasferirono a Venezia fin dall'epoca della sua fondazione, benché siano incerte le loro origini: talune fonti azzardano una loro possibile provenienza da Cervia. Alcuni riportano un Pietro Civran come uno degli elettori del primo doge, Paolo Lucio Anafesto. Nei primi secoli della sua storia, diedero alla città lagunare antichi tribuni.
Partiti da umili origini, «furono un tempo Vallesani, poi mercanti e patroni di navi». Membri dell'antico Consilium cittadino, furono tra le famiglie ammesse al patriziato alla serrata del Maggior Consiglio, nel 1297. Nel 1753, un Benedetto Civran, «Provveditore di Armata, cioè Comandante dell'Armata sottile dipendente dall'allora Provveditore Generale da Mar Agostino Sagredo», diede l'assalto, con due sole galere, a un bastimento di corsari tripolini armato di sedici cannoni, dandolo alle fiamme e liberando dieci schiavi cristiani (sette veneziani e tre napoletani). In riconoscimento di quest'atto di valore, il Senato concesse al suddetto Provveditore d'Armata Civran una speciale medaglia fatta coniare appositamente per l'occasione.
All'epoca della caduta della Serenissima, questo casato si trovava diviso in due differenti rami, «che per distinguersi i primi portano nell'arma il cervo d'oro, a differenza dei secondi che lo portano d'argento»; il Governo imperiale austriaco riconobbe loro la patente di nobiltà con Sovrana Risoluziona del 16 novembre 1817.

## Membri illustri
- Giuseppe Civran (ca. 1629 - 1679), ecclesiastico, fu vescovo di Vicenza dal 1660 al 1679;
- Piero Civran (XVII secolo), Provveditore Generale di Dalmazia, fratello del precedente;
- Giovanni Benedetto Maria Civran (1725 - 1794), ecclesiastico, fu vescovo di Caorle dal 1770 al 1776 e vescovo di Chioggia dal 1776 al 1794.

## Luoghi e architetture
- Palazzo Civran, a Cannaregio;
- Palazzo Civran Badoer Barozzi, a San Marco;
- Palazzo Civran Grimani, a San Polo;
- Villa Civran Emo, a Galzignano Terme;
- Villa Civran Manfrin, a Castione di Loria;
- Villa Civran Morpurgo Pini-Puig, a Conegliano;
- Villa Civran, a Cimpello di Fiume Veneto, oggi di proprietà di Giancarla Civran.
- Tenuta Civrana, Cona.

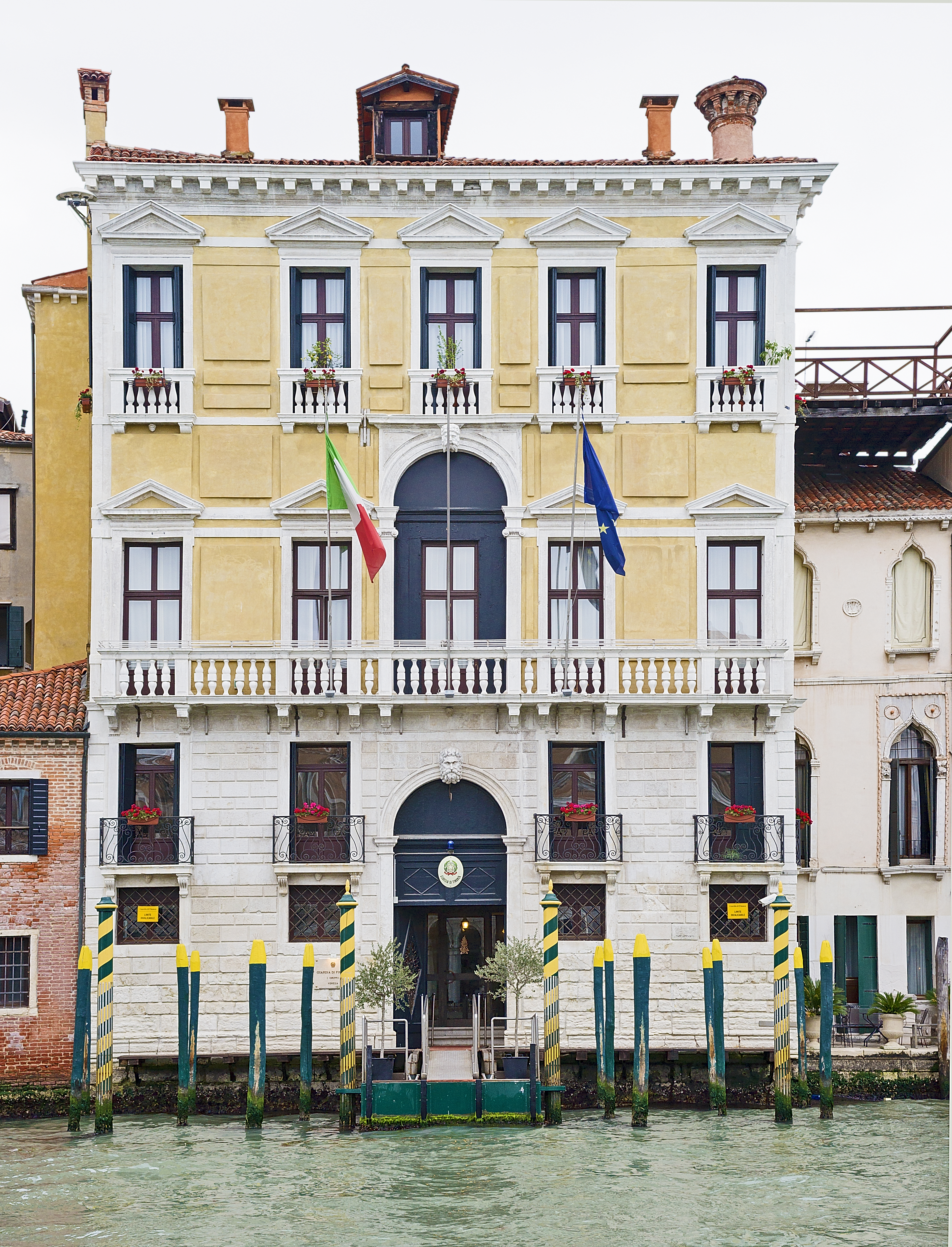
Palazzo Civran, a Cannaregio
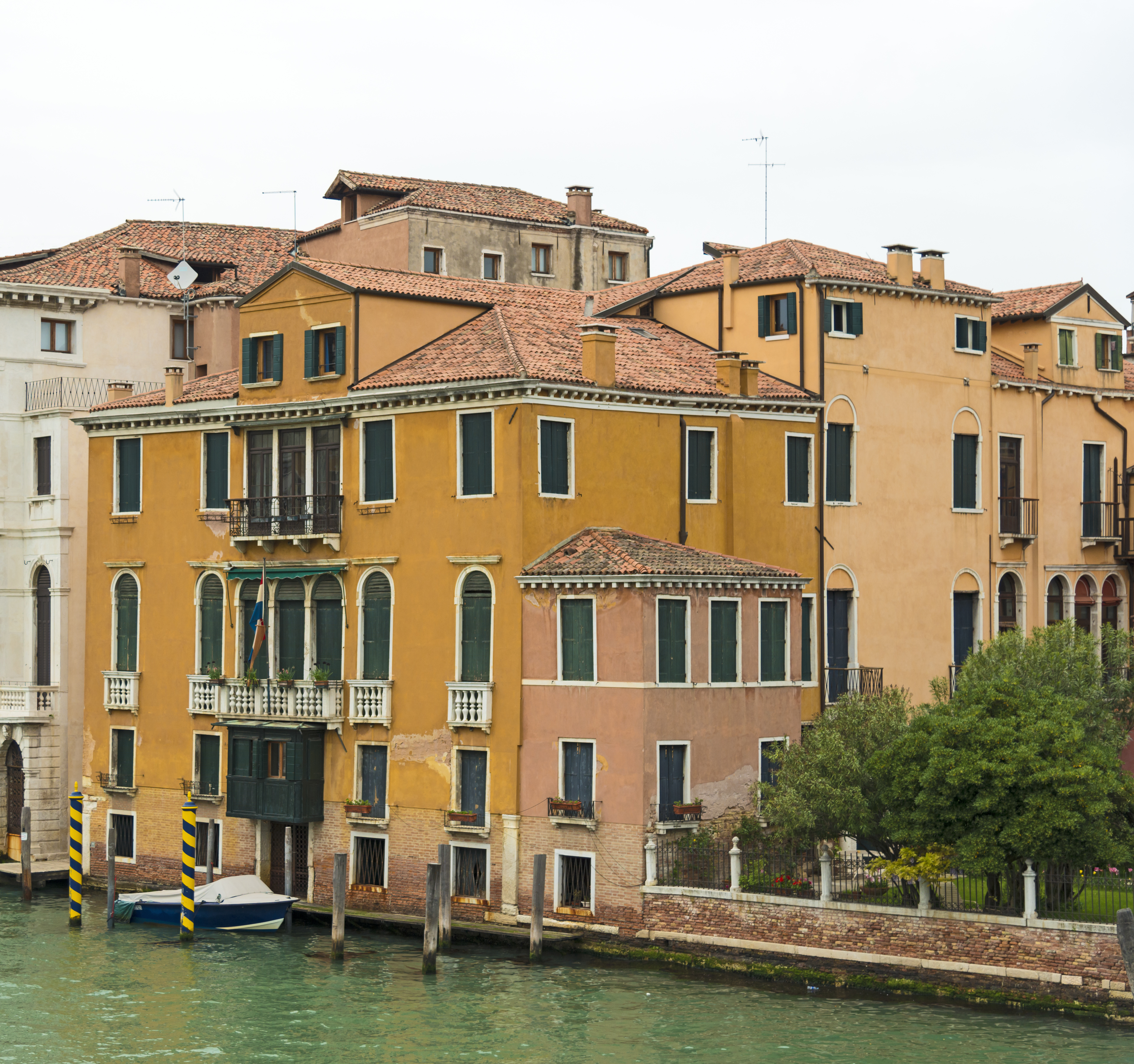
Palazzo Civran Badoer Barozzi, a San Marco